# Harṣa
Harṣa o Harṣa-vardhana (in sanscrito हर्षवर्धन; 590 – 647) è stato un imperatore indiano che dominò l'India del Nord per più di quarant'anni.

## Biografia
Egli era il figlio di Prabhakar Vardhan e fratello minore di Rajyavardhan, un re del Thanesar. Al culmine della sua potenza il suo regno si estendeva dal Punjab, al Bengala, all'Orissa e in tutta la pianura Indo-Gangetica a nord del fiume Narmada. 
Dopo la caduta dell'Impero Gupta a metà del VI secolo d.C., l'India settentrionale tornò a dividersi in piccole repubbliche e monarchie. Harṣa unì le piccole repubbliche dal Punjab all'India centrale e venne incoronato re nell'aprile 606, a soli 16 anni.
Durante il suo regno si dedicò attivamente alla diffusione della cultura e del Buddismo.
Harsa è noto anche come autore di canti buddisti e di alcuni drammi, quali la Ratnâvalî, la Priyadarçikâ e il Nâgânanda (La gioia dei serpenti).
I primi due si possono definire drammi di 'agnizione', per i quali Harsha si ispirò all'opera di Kālidāsa intitolata Mālavikāgnimitram. Il Nâgânanda è incentrato sulla descrizione di un sacrificio del Buddha, non priva di riferimenti al culto induista e di immagini erotiche.
Le opere scritte da Harṣa si caratterizzarono per una notevole creatività scenica e per la sintesi riuscita del canto, della danza e dell'azione saldati assieme grazie all'utilizzo del 'meraviglioso'.
Le sue imprese furono celebrate dal poeta e scrittore indiano Bāṇabhaṭṭa nell'opera Harsacarita (Le gesta di Harsa).

## Società ed amministrazione

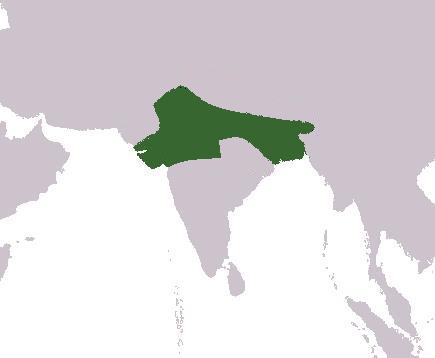
L'impero di Harsha al massimo del suo splendore

All'epoca di Harṣa, l'India era ancora piuttosto avanzata: ad esempio, il numero pi greco era calcolato con maggiore precisione rispetto alla Grecia (cfr. Brahmagupta). Tuttavia, l'alta cultura era stata a lungo limitata alle caste esclusive di nobili militari, sacerdoti e grandi mercanti che controllavano il sistema monetario, il commercio a lunga distanza, le corporazioni e l'amministrazione. Xuánzàng descrisse il popolo come segue: "La gente comune è generalmente spensierata, ma sincera e onorevole, onesta nelle questioni di denaro e attenta nelle questioni legali. ... I criminali e i ribelli sono pochi; raramente si deve sopportare qualcosa da loro".
Il re istituì un'amministrazione centralizzata e viaggiò costantemente attraverso i suoi territori per ispezionarli e risolvere le controversie. Nell'India antica, la sovranità immediata di un sovrano poteva raramente essere esercitata su un raggio superiore a 150-200 chilometri. Il resto dei territori era sotto controllo sporadico fino a un raggio d'azione di circa 2000 chilometri. Uno si accontentava di non ammettere alcun sovrano di pari rango e di eliminare o esiliare i singoli avversari. L'eliminazione completa delle famiglie nobili, tuttavia, era considerata poco cavalleresca, e questo era certamente un problema degli Stati indiani dell'epoca.
Il regno di Harṣa contò 30 anni di pace. Con il proprio denaro finanziò progetti pubblici e istituzioni caritatevoli per i poveri e i malati. Xuánzàng scrisse: "Poiché l'amministrazione del Paese si basa su leggi indulgenti, anche l'esecuzione è semplice. Le famiglie non sono registrate e non c'è lavoro forzato. Le proprietà della corona sono divise in quattro parti: Dal primo viene coperto il bilancio dello Stato, dal secondo vengono pagati i ministri e i funzionari, il terzo è disponibile per le ricompense degli uomini meritevoli, e dal quarto fluiscono i sostegni delle comunità religiose".
Tuttavia, lo stato di Harṣa aveva dei problemi: il suo impero era tagliato fuori a ovest dalle tradizionali rotte commerciali a lunga distanza con Roma orientale, l'economia si stava riducendo e la circolazione del denaro era in declino. Harṣa decise di regalare ai suoi bramini e ad altri dignitari terre statali perché le sue casse erano vuote. Questo, ovviamente, diminuiva la sua autorità e aumentava quella dei dotati, perché i bramini non esercitavano quasi mai funzioni sacerdotali, ma piuttosto amministrative come funzionari pubblici. Le terre cedute erano esenti da tasse, i funzionari e i soldati reali non potevano entrarvi. (Tuttavia, c'era ancora molta terra incolta che è stata sviluppata con queste procedure).
Nonostante ciò, l'esercito di Harṣa non era proprio piccolo: fin dall'inizio contava 5.000 elefanti da guerra, 20.000 cavalieri (i cavalli erano cinque volte più costosi in India che nell'Impero franco) e 50.000 fanti. In seguito, si dice che sia stata notevolmente aumentata.

## Religione
Sebbene Harṣa abbia promosso l'università buddista di Nalanda, che all'epoca contava 4.000 studenti, egli stesso rimase probabilmente un seguace di Siva. A Kannauj c'erano oltre 100 monasteri buddisti, che davano da mangiare a 1000 monaci buddisti e 500 bramini. L'induismo, tuttavia, non poteva essere aggirato, poiché era troppo radicato tra la popolazione, mentre il buddismo era concentrato sulle classi più elevate. Le due religioni esistevano ormai fianco a fianco, con l'Induismo che sviluppò le sue sei scuole filosofiche (vedi Filosofia indiana) e si dice che il re abbia anche mitigato alcune leggi indù (il rogo delle vedove). Lo stesso Harṣa fu autore di tre opere teatrali che fondevano tratti buddisti e indù.
Ogni cinque anni, Harṣa organizzava una grande celebrazione religiosa. Nel 643 era così: il primo giorno si venerava Buddha, il secondo Visnù come dio del sole e il terzo Siva. C'erano 18 re vassalli, 3000 monaci buddisti e 2000 bramini e seguaci di altri insegnamenti. Tuttavia, il monaco pellegrino cinese Xuánzàng riferisce che Harṣa agì in modo autoritario nell'interesse del Buddhismo Mahāyāna. Minacciò di perdere la testa o la lingua chiunque avesse cercato la vita di Xuánzàng - un vigoroso sostenitore di questa fede - o l'avesse vilipeso.